# رائول گونزالس (دونده)
رائول گونزالس (اسپانیایی: Raúl González‎؛ زادهٔ ۲۹ فوریهٔ ۱۹۵۲) دونده دو پیاده‌روی سرعت اهل مکزیک بود.
وی در مسابقات کشوری و بین‌المللی در مجموع برندهٔ ۶ مدال طلا، ۳ مدال نقره شده‌است.